# Mojstir (Bijelo Polje)
Pour les articles homonymes, voir Mojstir.
Mojstir (en serbe cyrillique: Мојстир) est un village du nord-est du Monténégro, dans la municipalité de Bijelo Polje.

## Démographie

### Évolution historique de la population[1]
| 1948 | 1953 | 1961 | 1971 | 1981 | 1991 | 2003 |
| ---- | ---- | ---- | ---- | ---- | ---- | ---- |
| 406  | 483  | 514  | 470  | 387  | 303  | 134  |